# Yvorne
Yvorne är en ort och kommun  i distriktet Aigle i kantonen Vaud, Schweiz. Kommunen har 1 105 invånare (2023).